# Polhillia brevicalyx
Polhillia brevicalyx är en ärtväxtart som först beskrevs av Charles Howard Stirton, och fick sitt nu gällande namn av B.-e.van Wyk och Anne Lise Schutte. Polhillia brevicalyx ingår i släktet Polhillia och familjen ärtväxter. Inga underarter finns listade i Catalogue of Life.